# Silent Noon
Silent Noon är ett musikalbum från 2005 där Bryn Terfel sjunger engelska sånger.

## Låtlista
Three Shakespeare Songs, opus 6 av Roger Quilter
1. Come Away Death – 2'46
2. O Mistress Mine – 1'36
3. Blow, Blow, Thy Winter Wind – 2'30

Ur Five Elizabethan Songs (The Elizas) av Ivar Gurney
1. Sleep (text: John Fletcher) – 3'13

Three Salt-Water Ballads av Frederick Keel (text: John Masefield)
1. Port of Many Ships – 2'16
2. Trade Winds – 2'14
3. Mother Carey – 1’42

Dilys Elwyn-Edwards
1. The Cloths of Heaven (text: William Butler Yeats) – 2'32

Ralph Vaughan Williams
1. Silent Noon (text: Dante Gabriel Rossetti) – 3'36
2. Linden Lea (text: William Barnes) – 2'22

Ur Three Songs, opus 3 av Roger Quilter
1. Now Sleeps the Crimson Petal (text: Alfred Tennyson) – 2'16
2. Weep You No More, opus 12:1 – 2'29

Ur Five Songs, opus 24 av Roger Quilter
1. Go, Lovely Rose (text: Edmund Waller) – 2'51

A Shropshire Lad av Arthur Somervell (text: Alfred Edward Housman)
1. Loveliest of Trees – 1'56
2. When I Was One-and-Twenty – 1'16
3. There Pass the Careless People – 1'37
4. In Summertime on Bredon – 3'25
5. The Street Sounds to the Soldiers' Tread – 2'12
6. On the Idle Hill of Summer – 2'38
7. White in the Moon the Long Road Lies – 3'03
8. Think No More, Lad – 1'50
9. Into My Heart an Air that Kills – 1'55
10. The Lads in their Hundreds – 2'43

Michael Head
1. Money, O! (text: William Henry Davies) – 2'14
2. The Lord's Prayer – 2'15

Anonym, arrangemang av Benjamin Britten
1. The Sally Gardens – 2'15
2. Oliver Cromwell – 0'47
3. The Foggy Foggy Dew – 2'33

Peter Warlock
1. Captain Stratton's Fancy (text: John Masefield) – 1'57

Hubert Parry
1. Love is a Babe, opus 152:3 – 1'43

Thomas Frederick Dunhill
1. The Cloths of Heaven (text: William Butler Yeats) – 2'13

Charles Villiers Stanford (text: Edward Lear)
1. The Aquiline Snub – 2'06
2. The Compleat Virtuoso – 1'23

## Medverkande
- Bryn Terfel – basbaryton
- Malcolm Martineau – piano

### Fotnoter
1. ↑  ”Bryn Terfel Silent Noon – English Songs”. Deutsche Grammophon. https://www.deutschegrammophon.com/en/catalogue/products/bryn-terfel-silent-noon-martineau-3100. Läst 8 november 2011.